# Ondřej Palát
Ondřej Palát (* 28. März 1991 in Frýdek-Místek, Tschechoslowakei) ist ein tschechischer Eishockeyspieler, der seit Juli 2022 bei den New Jersey Devils in der National Hockey League (NHL) unter Vertrag steht. Zuvor verbrachte der linke Flügelstürmer über zehn Jahre bei den Tampa Bay Lightning, mit denen er in den Playoffs 2020 und 2021 den Stanley Cup gewann. Mit der Nationalmannschaft Tschechiens wurde er 2024 Weltmeister.

## Karriere

### Juniorenmeisterschaften in Tschechien (2005–2009)
Ondřej Palát stammt aus dem Nachwuchsbereich des HC Frýdek-Místek, für dessen U18-Mannschaft er ab 12005 in der zweiten Spielklasse des U18-Spielbetriebs aktiv war. Zudem erhielt er parallel Einsätze in der U18-Mannschaft des HC Vítkovice, die der U18-Extraliga, der höchsten Spielklasse der Altersklasse, angehörte. 2006 gewann er mit diesem Team die tschechische U18-Meisterschaft. Während der Saison 2006/07 sammelte er erste Erfahrungen im U20-Team des HC Vítkovice, ehe er ab 2007 fest zum U20-Kader gehörte. 2009 gewann er mit diesem die U20-Meisterschaft in Tschechien.

### Wechsel nach Nordamerika (seit 2009)
Nach diesem Erfolg entschied er sich zu einem Wechsel nach Nordamerika und spielte für die Drummondville Voltigeurs in der Ligue de hockey junior majeur du Québec, die ihn beim CHL Import Draft 2008 in der zweiten Runde an Gesamtposition 66 gezogen hatten. Während des NHL Entry Draft 2011 wurde er von den Tampa Bay Lightning an insgesamt 208. Stelle ausgewählt und von diesen im Oktober 2011 mit einem NHL-Einstiegsvertrag über eine Laufzeit von drei Jahren ausgestattet und bei den Norfolk Admirals in der American Hockey League eingesetzt. Am Ende der Saison 2011/12 gewann er mit den Admirals den Calder Cup. Während der durch den Lockout verkürzten Saison 2012/13 debütierte er am Anfang März 2013 für die Lightning in der National Hockey League. Insgesamt kam er in der Folge auf 14 NHL-Partien und spielte ansonsten für das neue Farmteam der Lightning, die Syracuse Crunch.
Seit Beginn der Saison 2013/14 gehört er zu Tampa Bays Stammkader. Mit dem Team erreichte er das Endspiel der Playoffs 2015, unterlag dort allerdings den Chicago Blackhawks. Der Finaleinzug gelang den Lightning in den Playoffs 2020 erneut, wobei sich das Team diesmal durch einen 4:2-Erfolg über die Dallas Stars den Stanley Cup sicherte. In den Playoffs 2021 gelang Tampa die Titelverteidigung, bevor der dritte Titel in Folge im Endspiel der Playoffs 2022 durch eine 2:4-Niederlage gegen Colorado knapp verpasst wurde.
Nach über zehn Jahren bei den Lightning verließ der Tscheche das Team nach der Saison 2021/22 als Free Agent und schloss sich den New Jersey Devils an. Dort unterzeichnete er im Juli 2022 einen neuen Fünfjahresvertrag mit einem durchschnittlichen Jahresgehalt von sechs Millionen US-Dollar.

### International
Ondřej Palát spielte für Tschechien bei folgenden Turnieren: Eishockey-Weltmeisterschaft der U18-Junioren 2008, Eishockey-Weltmeisterschaft der U18-Junioren 2009 und Eishockey-Weltmeisterschaft der U20-Junioren 2011.
Im Januar 2014 wurde er zusammen mit Radko Gudas überraschenderweise für die Olympischen Winterspiele in Sotschi, obwohl er zuvor kein Spiel für die Herren-Nationalmannschaft Tschechiens absolviert hatte. Zudem vertrat er sein Heimatland beim World Cup of Hockey 2016. Weitere Einsätze absolvierte der Stürmer im Rahmen der Weltmeisterschaften der Jahre 2019 und 2024, als er mit der Mannschaft die Goldmedaille gewann.

## Erfolge und Auszeichnungen
| - 2006 Meister der U18-Extraliga mit dem HC Vítkovice - 2009 Meister der U20-Extraliga mit dem HC Vítkovice - 2012 Calder-Cup-Gewinn mit den Norfolk Admirals - 2013 Topscorer der AHL-Playoffs - 2014 NHL-Rookie des Monats Januar | - 2014 NHL-Rookie des Monats März - 2014 NHL All-Rookie Team - 2020 Stanley-Cup-Gewinn mit den Tampa Bay Lightning - 2021 Stanley-Cup-Gewinn mit den Tampa Bay Lightning |

### International
- 2008 Aufstieg in die Top-Division bei der U18-Junioren-Weltmeisterschaft der Division I, Gruppe A
- 2008 Bester Torschütze der U18-Junioren-Weltmeisterschaft der Division I, Gruppe A
- 2024 Goldmedaille bei der Weltmeisterschaft

## Karrierestatistik
Stand: Ende der Saison 2024/25

### International
Vertrat Tschechien bei:
| - U18-Junioren-Weltmeisterschaft der Division I 2008 - U18-Junioren-Weltmeisterschaft 2009 - U20-Junioren-Weltmeisterschaft 2011 - Olympischen Winterspielen 2014 | - World Cup of Hockey 2016 - Weltmeisterschaft 2019 - Weltmeisterschaft 2024 |

(Legende zur Spielerstatistik: Sp oder GP = absolvierte Spiele; T oder G = erzielte Tore; V oder A = erzielte Assists; Pkt oder Pts = erzielte Scorerpunkte; SM oder PIM = erhaltene Strafminuten; +/− = Plus/Minus-Bilanz; PP = erzielte Überzahltore; SH = erzielte Unterzahltore; GW = erzielte Siegtore; 1 Play-downs/Relegation; Kursiv: Statistik nicht vollständig)